# 1 Półbrygada Polska
1 Półbrygada Polska – polska formacja wojskowa w służbie francuskiej.

## Formowanie i zmiany organizacyjne
Na podstawie decyzji Pierwszego Konsula, w połowie listopada 1801 roku postanowiono z legionistów utworzyć trzy półbrygady liniowe.
22 listopada 1801 roku odbyła się  konferencja gen. Dąbrowskiego z gen. Vignolle. Ustalono, że  każdą z legii będzie się reorganizować odrębnie, wzmacniając najsłabszymi batalionami pozostałe. 
4 grudnia 1801 roku w Modenie zebrano I.-III. bataliony, w Reggio IV,V, i VII. VI batalion i artylerii zostały rozparcelowane.

## Struktura organizacyjna
Dowództwo
dowódca (szef) brygady - Józef Joachim Grabiński
szef kontroli -  Stanisław Jakubowski
kwatermistrz - Konstanty Mutrecy
- I batalion - Szymon Białowiejski
- II batalion - Józef Chłopicki
- III batalion - Piotr Świderski